# Isabel de la Cueva y Castilla
Isabel de la Cueva y Castilla (Cuéllar, siglo XVI-Madrid, 1618) fue una dama castellana de la Casa de Alburquerque, titulada por matrimonio duquesa de Osuna, marquesa de Peñafiel y condesa de Ureña, al casar con Pedro Téllez-Girón y de la Cueva, propietario de dichas dignidades.
Fundó junto a su marido varios conventos en las villas de sus señoríos, y una vez viuda, llevó a cabo la fundación del convento de Santa Clara de Peñafiel.

## Biografía
Nacida en el castillo de Cuéllar, propiedad de su familia, era hija de Diego de la Cueva y Toledo, mayordomo de Carlos I de España, nieta de Francisco Fernández de la Cueva y Mendoza, II duque de Alburquerque, y hermana de Beltrán III de la Cueva y Castilla, VI duque de Alburquerque de la misma casa. 
Contrajo matrimonio en 1575 con su primo hermano Pedro Téllez-Girón y de la Cueva, I duque de Osuna, I marqués de Peñafiel y condesa de Ureña. Para este enlace llevó en dote 20 000 ducados, de los cuales 7000 los comprendían joyas, vestidos y preseas; además, la reina aportó 5000 ducados en arras. El matrimonio llevó a cabo la fundación de diversos conventos repartidos por las tierras de sus señoríos, y una vez viuda, ella misma fundó y dotó el convento de Santa Clara de Peñafiel (Valladolid). Para ello su hijastro, el sucesor en la Casa de Osuna, la cedió una casa extramuros de la villa, otorgando la escritura de fundación en la villa segoviana de Cuéllar el 7 de octubre de 1606.
Fue durante muchos años dama de la reina Ana de Austria, y en octubre de 1580 presidió junto a su marido el cortejo fúnebre que debía trasladar al monasterio de El Escorial el cadáver de la reina. 
Falleció María en Madrid en 1618, y fue sepultada primeramente en la capilla de los Castilla del monasterio de Santo Domingo el Real de la ciudad, y trasladada posteriormente al panteón de la Casa de Osuna.
Su único hijo, Antonio Girón de la Cueva, nacido en Nápoles en 1585, fallecería seis años después, en 1591, en Cuéllar. 